# Анатолиј Ковалевски
Анатолиј Ковалевски (рођен 24. јуна 1990) је украјински скијашки тркач и биатлонац са оштећеним видом. Представљао је Украјину на Зимским параолимпијским играма 2014. и такмичио се у мушким дисциплинама у скијашком трчању и биатлону . Анатолиј Ковалевски је такође представљао Украјину на Зимским параолимпијским играма 2018. и обезбедио је бронзану медаљу у мушкој дисциплини 7,5 км за слабовиде биатлоне .

## Каријера
Параолимпијским нордијским скијањем се бавио 2009. године, а раније га је тренирао његов рођени отац . Добио је прилику да се такмичи на Зимским параолимпијским играма 2014. представљајући Украјину, што је био његов први позив да се такмичи на Параолимпијским играма . Освојио је сребрну медаљу у биатлону на 15 км за мушкарце са оштећеним видом са својим видећим водичем Александром Мукшином .